# Мар'янівка (Кременчуцький район)
Мар'я́нівка — село в Україні, у Козельщинській селищній громаді Кременчуцького району Полтавської області. Населення становить 208 осіб. До 2020 орган місцевого самоврядування — Високовакулівська сільська рада.

## Географія
Село Мар'янівка знаходиться на краю великого болота урочище Проценкове, примикає до села Довге, на відстані 3 км розташоване село Висока Вакулівка.

## Історія
12 червня 2020 року, відповідно до розпорядження Кабінету Міністрів України № 721-р «Про визначення адміністративних центрів та затвердження територій територіальних громад Полтавської області», село увійшло до складу Козельщинської селищної громади.
19 липня 2020 року, в результаті адміністративно - територіальної реформи та ліквідації Козельщинського району, село увійшло до складу новоутвореного Кременчуцького району.

## Відомі люди

### Народились
- Слінченко Володимир Іванович — український радянський і компартійний діяч, міністр побутового обслуговування населення УРСР. Депутат Верховної Ради УРСР 9-го і 11-го скликань. Кандидат економічних наук, член-кореспондент інженерної академії України.

## Галерея

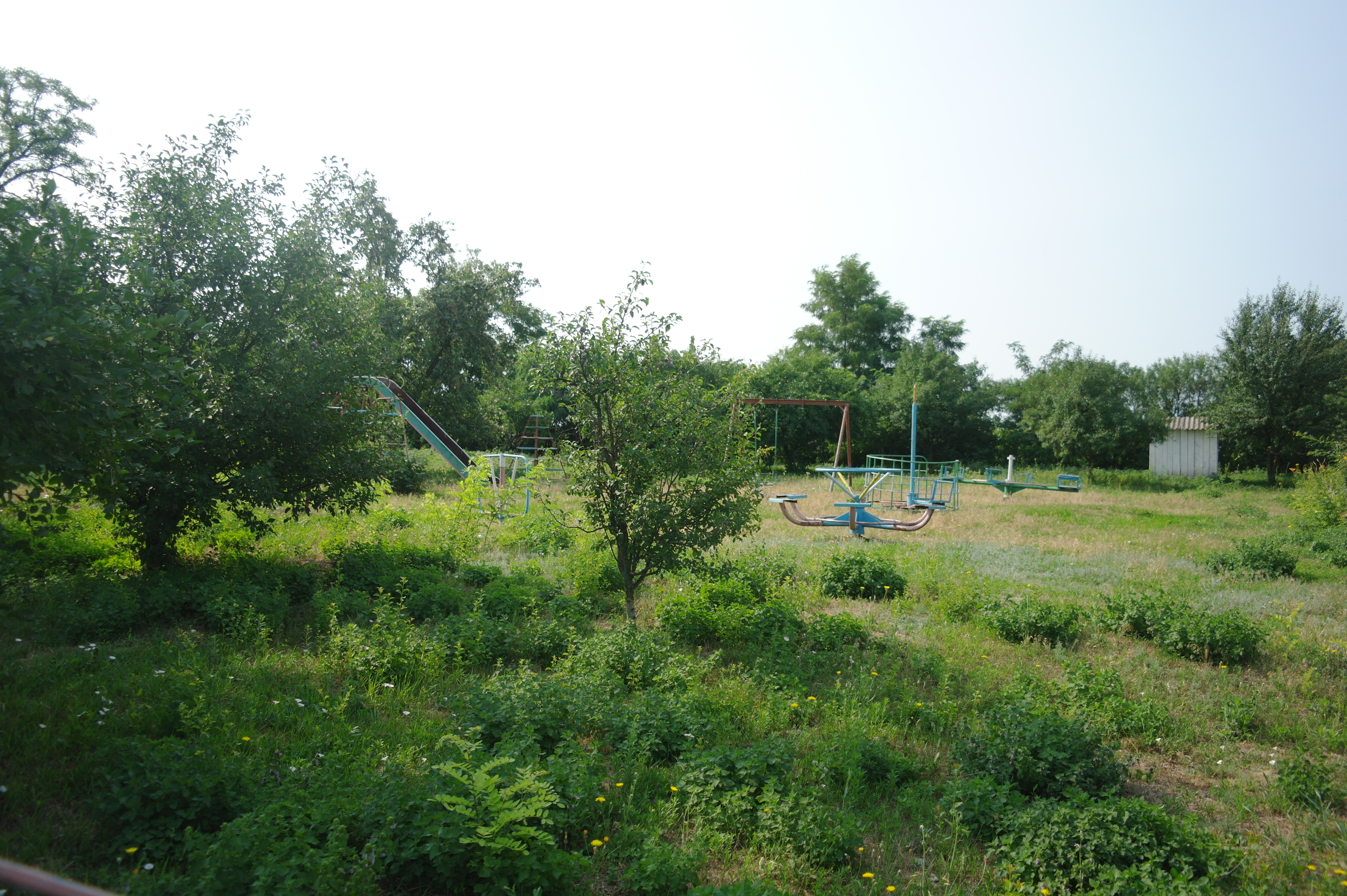
Двір школи
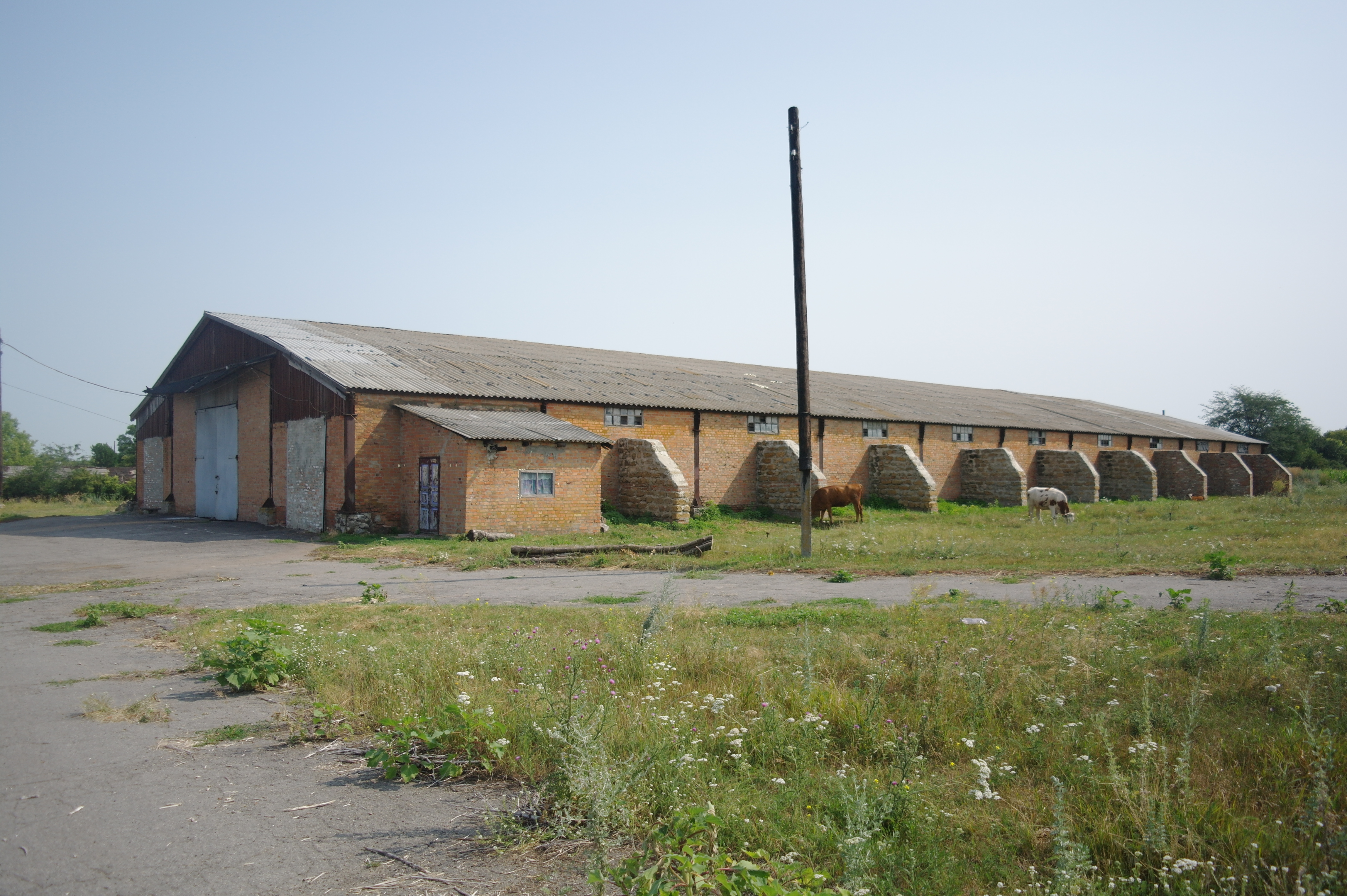
Сільське господарство, Ферма
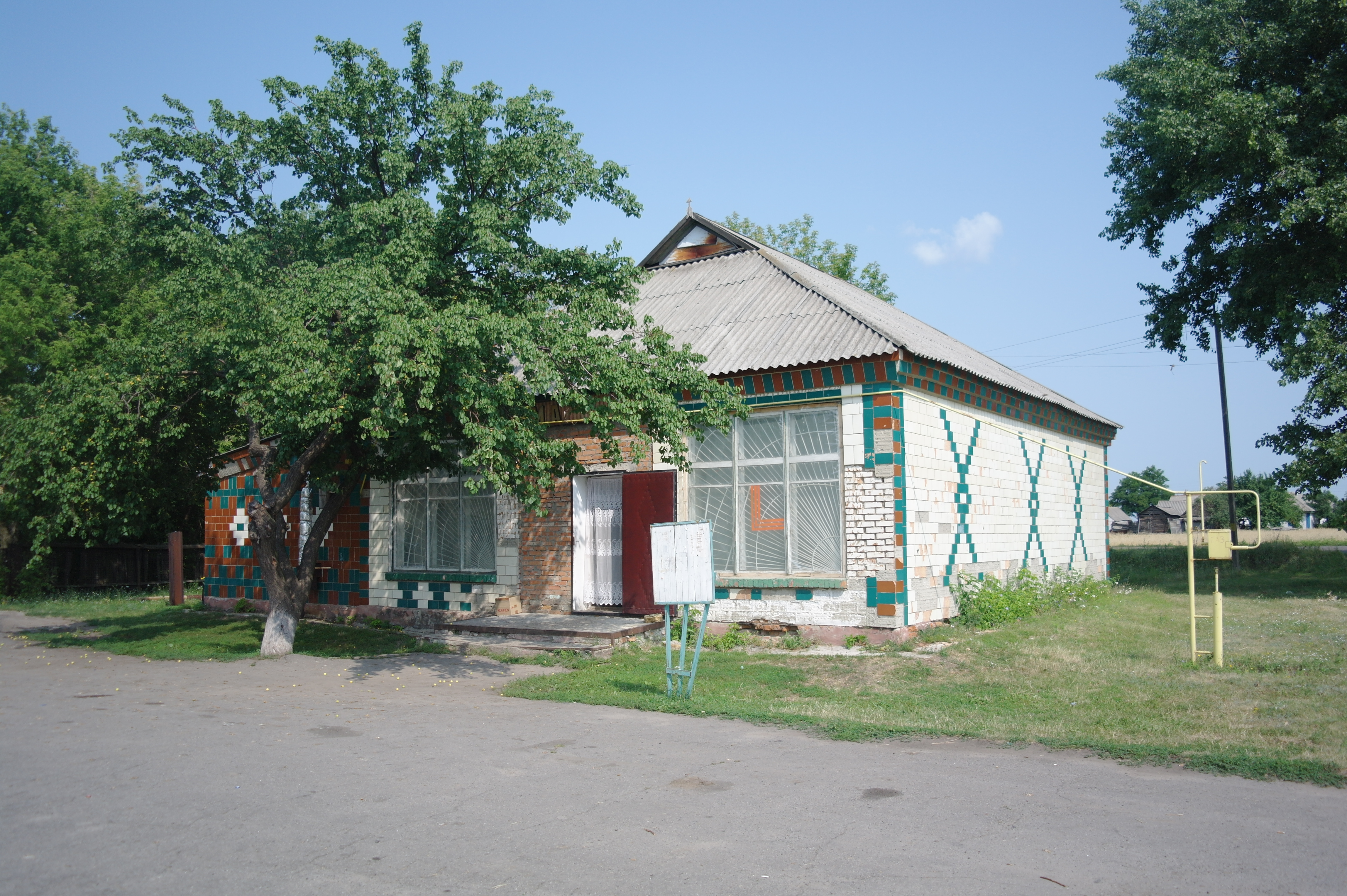
Магазин
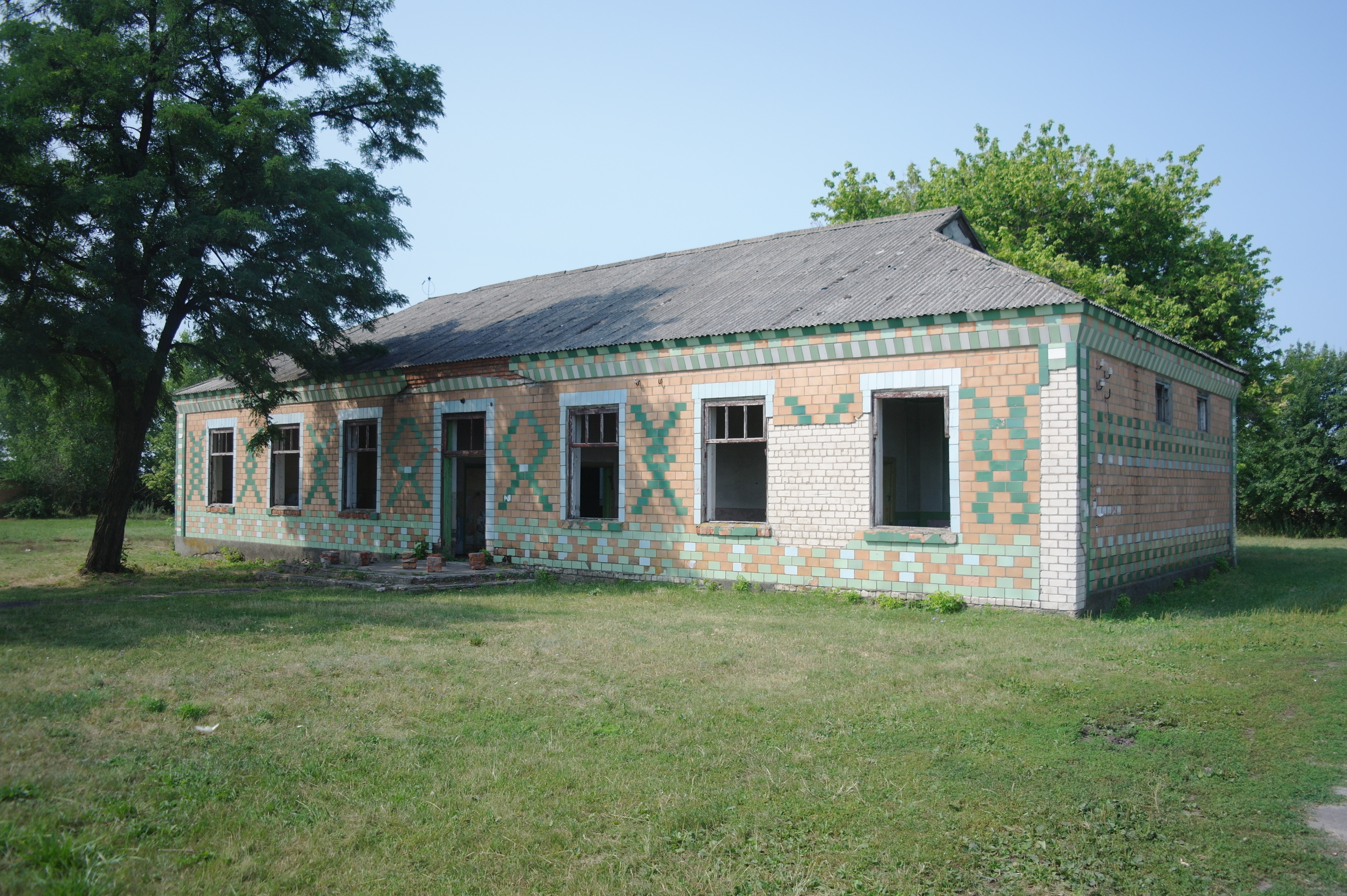
Клуб що занепав
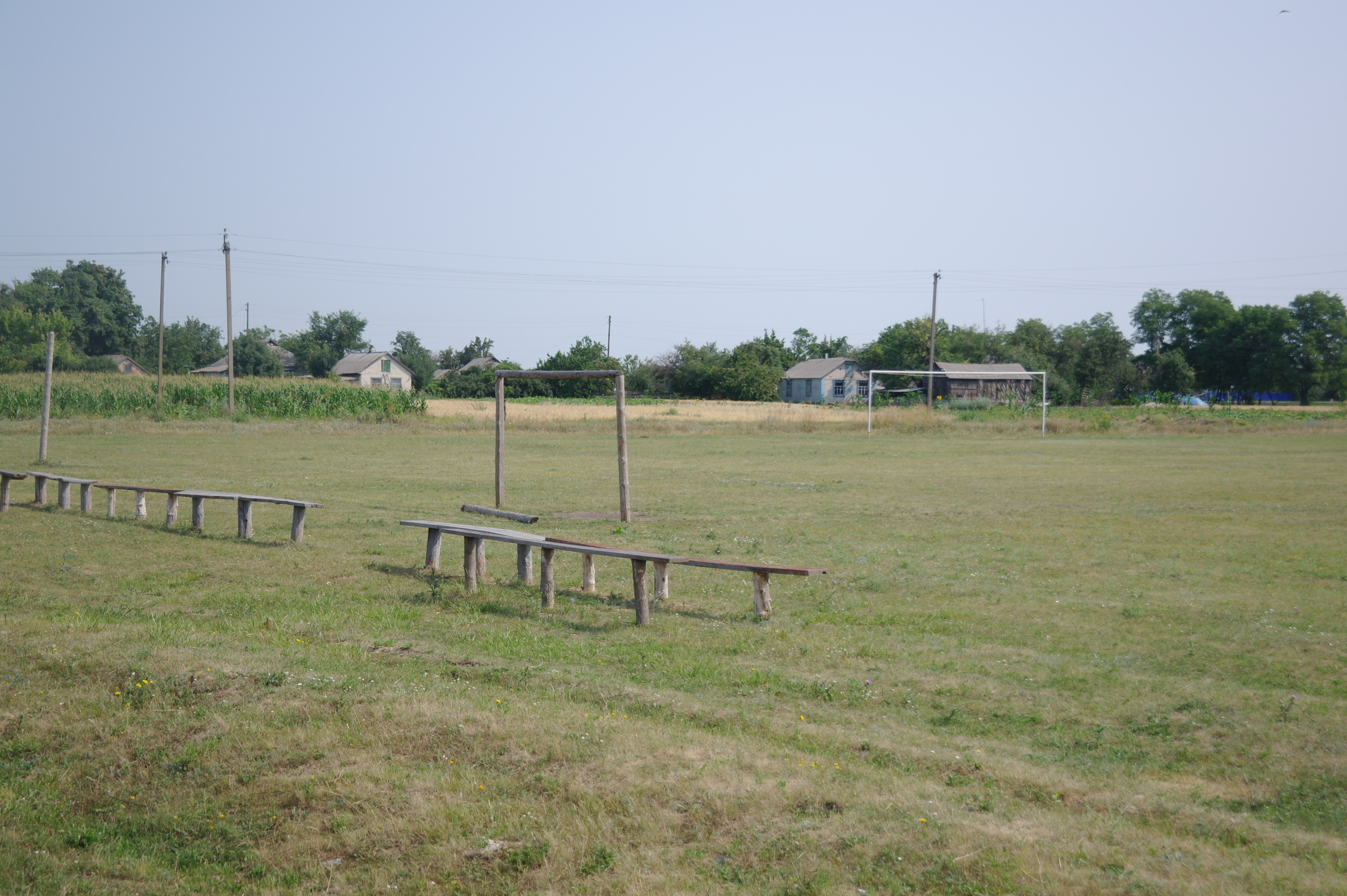
Стадіон